# ألكسندر كوروتكوف
ألكسندر كوروتكوف هو لاعب كرة قدم روسي في مركز الوسط، ولد في 13 يناير 1987 في باشكورستان في روسيا. لعب مع توربيدو موسكو وزينيت سانت بطرسبرغ.

## وصلات خارجية
- ألكسندر كوروتكوف على موقع قاعدة بيانات كرة القدم.إي يو (الإنجليزية)
- ألكسندر كوروتكوف على موقع Soccerway.com (الإنجليزية)